# A.M. Luthers folkets hus

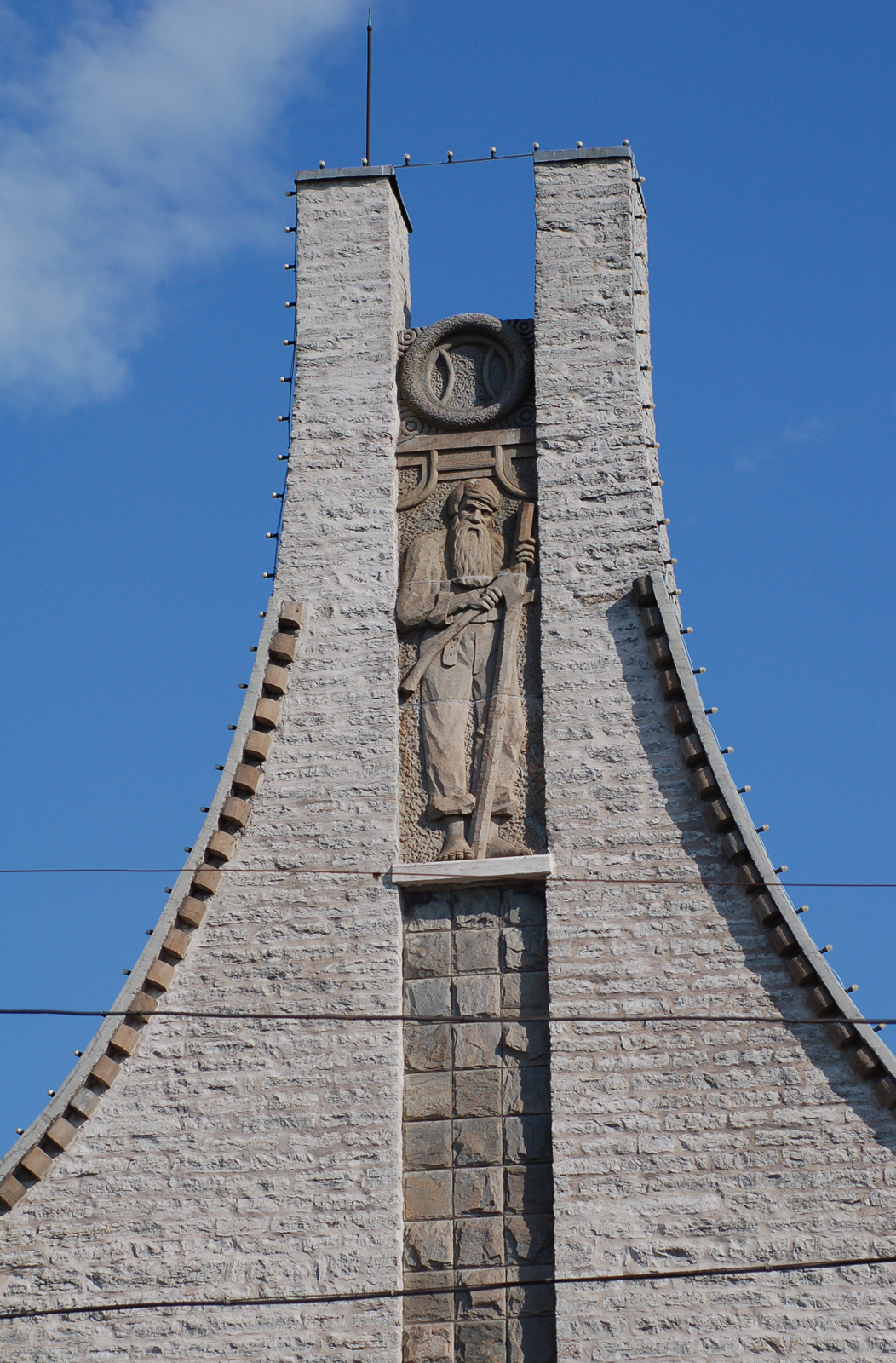
Gaveln mot gatan, med reliefskulptur

A.M. Luthers folkets hus (estniska: Lutheri vabriku rahvamaja) är ett hus med samlingslokaler i stadsdelen Veerenni i distriktet Kesklinn i Tallinn i Estland.
Carl Luther (1859–1903), delägare till familjeföretaget A.M. Luther med fanér- och möbelfabriker i Tallinn, förordnade i sitt testamente att ett folkets hus skulle byggas för fabrikens arbetare. Hans bror Christian Wilhelm Luther (1857–1914) gav i uppdrag till arkitektbyrån Gesellius-Lindgren-Saarinen i Finland att rita detta. Det antas att det främst var Armas Lindgren som stått för arbetet. Byggnaden uppfördes vid Vana-Lõunagatan på A.M. Luthers fabriksområde.
Husets stora lokal användes dagtid som arbetarmatsal och kvällstid som samlings- eller evenemangslokal.
Huset är byggt i lokal kalksten. Överst på gaveln finns en reliefskulptur i kalksten som avbildar en timmerman. Interiören renoverades 2007 och byggnaden används idag som konditori.